# Newtown Creek

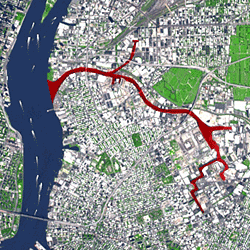
En rouge, Newton Creek et ses affluents

Newtown Creek est un estuaire situé dans la ville de New York dans Long Island. Long de 6 km, alimenté par des cours d'eau comme Dutch Kills, Whale Creek, Maspeth Creek et English Kills, débouchant sur l'East River, il forme une partie de la délimitation entre les boroughs de Brooklyn et du Queens.  

## Origine du nom
Son nom dérive de celui de New Town (Nieuwe Stad), qui était le nom pour l'ancienne localité néerlandaise puis britannique dans ce qui est maintenant Elmhurst, dans le Queens. 

## Historique
Sa canalisation en fit l'une des zones aquatiques les plus utilisées du port de New York et du New Jersey et l'un des sites industriels les plus pollués des États-Unis, contenant des toxines rejetées pendant des années. On estime que 30 millions de gallons américains (110 000 m3) de pétrole y furent déversés, plus les eaux usées non traitées par le système d'égouts de New York. Newtown Creek a été déclaré site  superfund (loi fédérale visant à nettoyer les sites souillés par des déchets dangereux) en septembre 2010. 

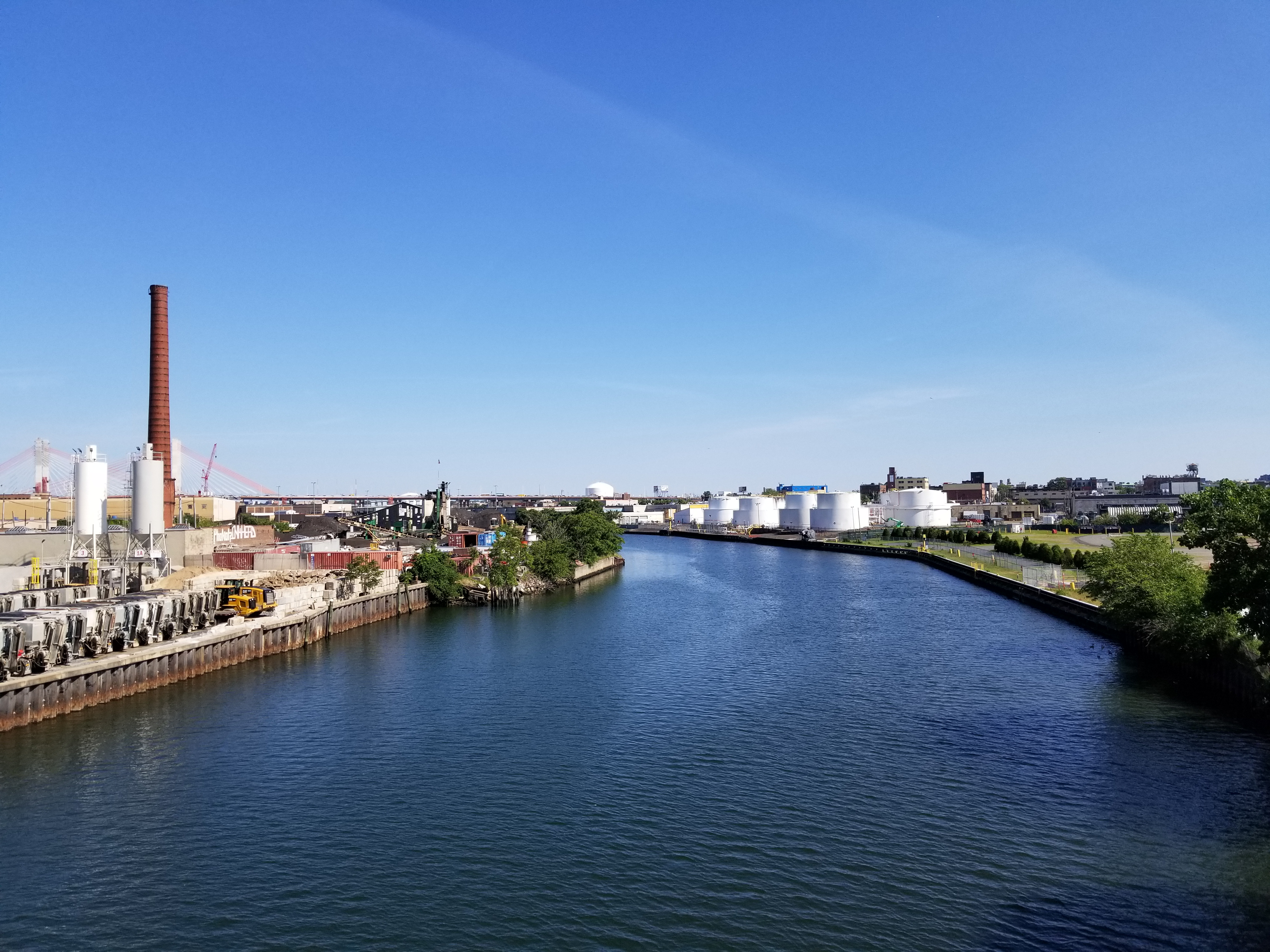
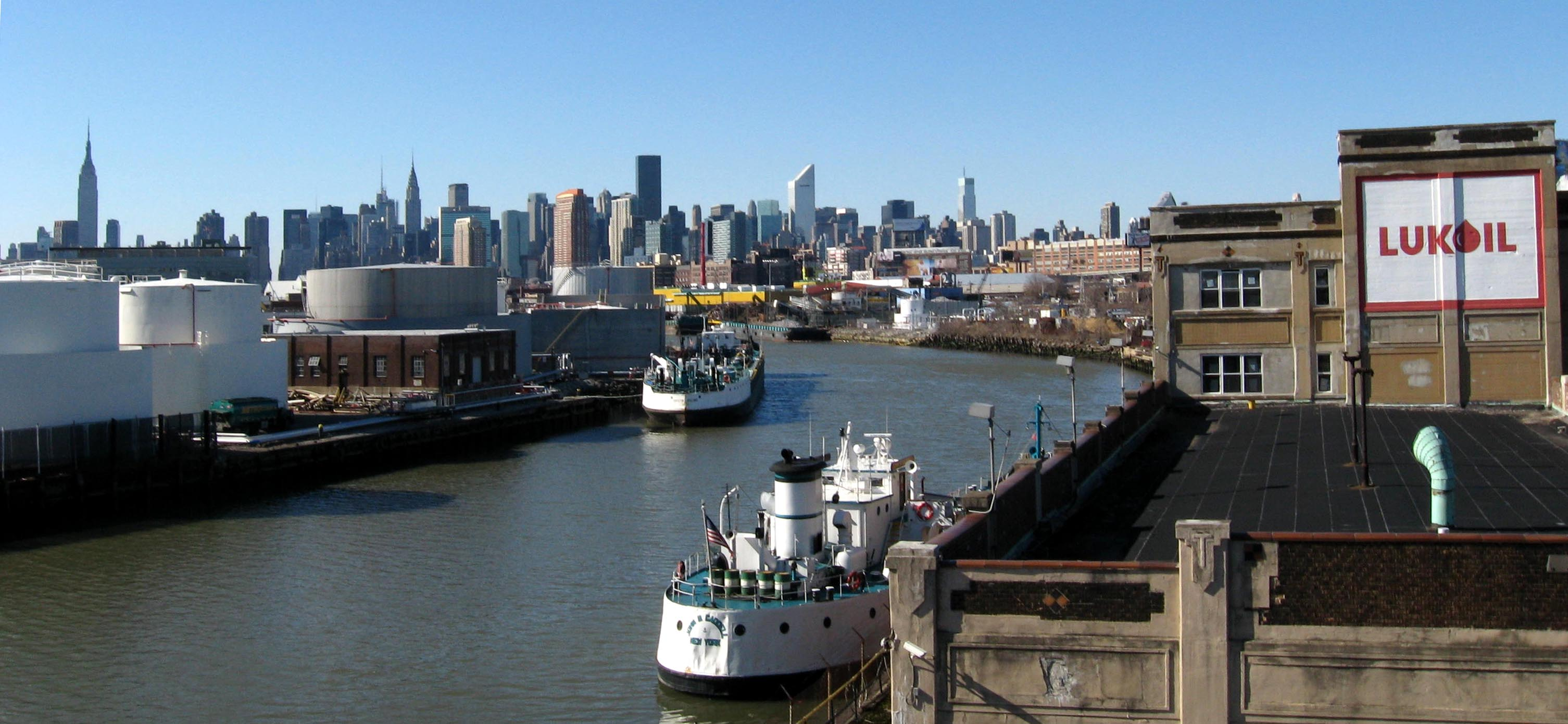
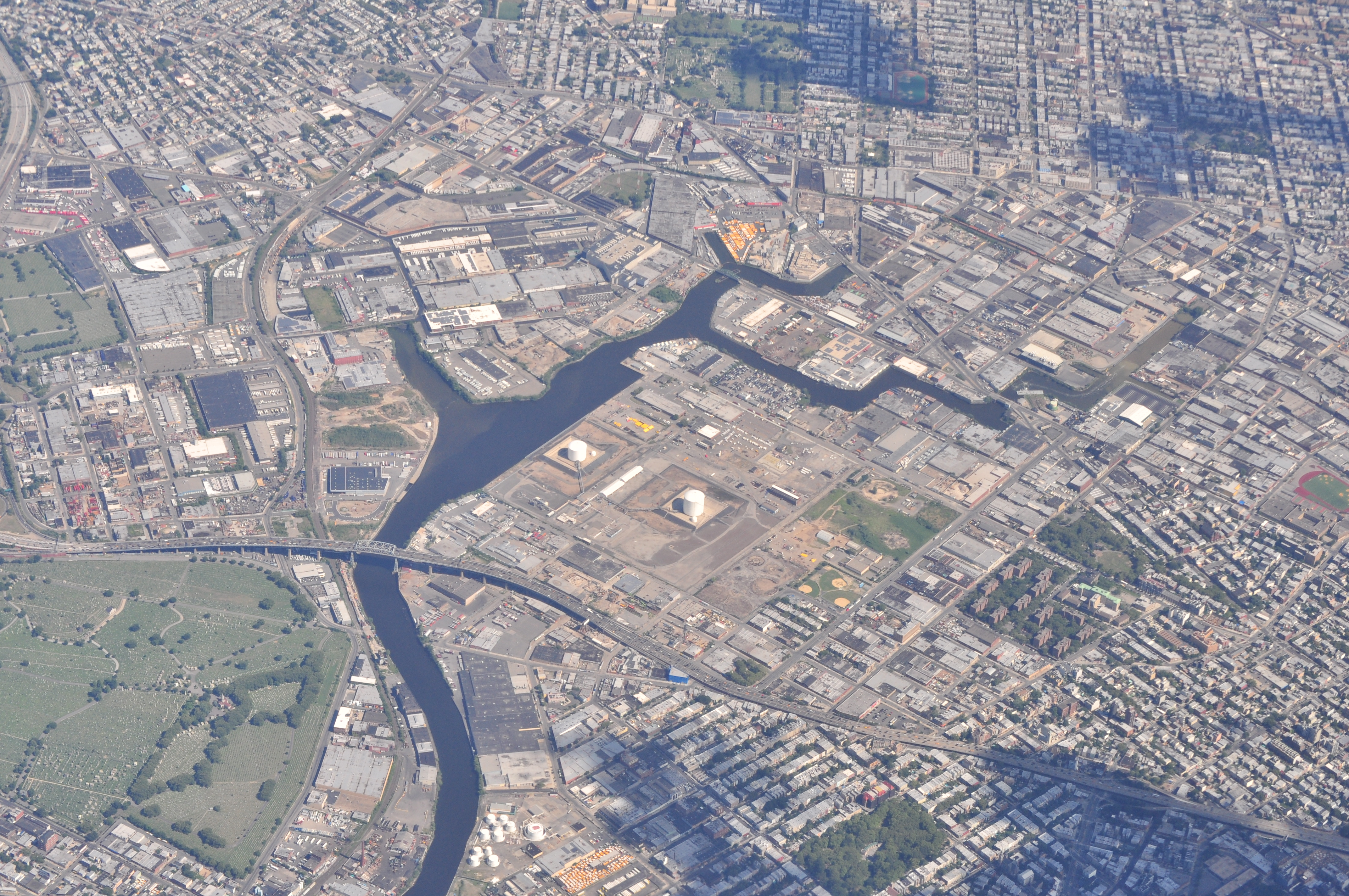

## Source
- (en) Cet article est partiellement ou en totalité issu de l’article de Wikipédia en anglais intitulé « Newtown Creek » (voir la liste des auteurs).